# 索尼娅·阿加瓦尔
索尼娅·阿加瓦尔（Sonia Agarwa，1982年—），是一位印度电影女演员，她以泰米尔电影和一些泰卢固语电影而闻名。
索尼娅出生于昌迪加尔的母语是旁遮普语。Sonia 于2006年12月与泰米尔电影院的导演Selvaraghavan结婚。她在结婚后停止演戏。这对夫妇在2010年离婚。